# Poyntonophrynus fenoulheti
Poyntonophrynus fenoulheti är en groddjursart som först beskrevs av Hewitt och Paul Ayshford Methuen 1912.  Poyntonophrynus fenoulheti ingår i släktet Poyntonophrynus och familjen paddor. IUCN kategoriserar arten globalt som livskraftig. Inga underarter finns listade i Catalogue of Life.